# Франкфуртская декларация Социнтерна
Фра́нкфуртская деклара́ция — это общее название перечня принципов, озаглавленных «Цели и задачи демократического социализма». Декларация принята на учредительном съезде Социнтерна 3 июля 1951 года во Франкфурте-на-Майне. Декларация осуждает капитализм за примат прав собственности перед правами человека, за экономическое неравенство, а также за историческую поддержку империализма и фашизма.
Декларация была дополнена в 1989 году на 18-м конгрессе Социнтерна в Стокгольме.
В ней заявлено, что капитализм совпал с «разрушительными кризисами и массовой безработицей». Декларация высоко оценила развитие социального государства как особой формы капитализма и заявила несогласии с большевистским коммунизмом.
В декларации заявлено, что международное социалистическое движение может принимать разные формы, что требует различных подходов в разных обстоятельствах. Однако там говорится, что истинный социализм может быть достигнут только посредством демократии. Экономические цели социализма в соответствии с Декларацией включают в себя полную занятость, формируемое государством всеобщее благоденствие, обеспечение общественной собственности с помощью различных средств, в том числе: обобществление, создание кооперативов для противодействия капиталистическим частным предприятиям, и/или обеспечение прав профсоюзов.
Декларация заявила, что экономическое и социальное планирование не обязательно должны быть достигнуты в централизованном виде, но может также быть достигнуто в децентрализованной форме. Декларация осудила все формы дискриминации будь то экономические, правовые, политические или должны быть отменены, в том числе дискриминации в отношении женщин, рас, регионов и других социальных групп. Декларация осудила все формы колониализма и империализма.